# Dúnedain
Nas obras de J. R. R. Tolkien, Dúnedain foram uma raça de homens descendentes dos númenorianos que sobreviveram ao naufrágio do seu reino ilha e vieram a Eriador na Terra Média, liderados por Elendil e seus filhos, Isildur e Anárion. Eles também são chamados os Homens do Oeste e os Homens de Ponente (traduções diretas do termo Sindarin). Eles se estabeleceram principalmente em Arnor e Gondor.
O nome Westron para Dúnadan era simplesmente Adûn, "ocidental", mas este nome raramente foi usado. Este nome foi reservado aos númenorianos que foram amigáveis com os elfos: os outros sobreviventes, os hostis de Downfall, eram conhecidos como os númenorianos negros.

## História
As origens dos Dúnedain remontam ao início da Segunda Era do Sol, quando os remanescentes dos Edain da Primeira Era, por sua participação nas guerras contra Morgoth e para aplacar as perdas que tiveram, receberam uma dádiva dos Valar.
Eles receberam uma terra que situava-se no Oceano Ocidental entre a Terra-média e as Terras Imortais. Este local teve muitos nomes e em muitas línguas: "Anadûne", "Andor", "Elenna", "Terra da Estrela", mas foi principalmente chamada de Númenor (Númenórë na forma plena do Quenya) que significa "Ponente" ou ainda "Terra Ocidental". Essa era a terra dos numenorianos, Homens de Númenor, Senhores do Ponente.
Númenor foi fundada em 32 S.E. e foi destruída, fruto da corrupção de seu povo, em 3319 S, tendo existido por 3287 anos. A história da Queda de Númenor é contada em o Akallabêth.
Apenas 9 barcos sobreviveram por ocasião da Queda de Númenor, seus tripulantes eram compostos pelos Elendili, ou Fiéis, cujo senhor era Elendil, O Alto, que junto com seus filhos Isildur e Anárion, fundou os reinos numenorianos no exílio na Terra Média: um mais ao sul, chamado Gondor e outro na porção setentrional, chamado Arnor.
Os exilados de Númenor passaram então a se denominar Dúnedain (Dúnadan no singular), cuja tradução é Edain do Oeste.
Existiam outros remanescentes de Númenor na Terra Média, que haviam partido algum tempo antes da Queda, mas uma vez nas Terras Mortais, curvaram-se ao poder de Sauron e em nada mais lembravam o povo dos Senhores do Oeste, mas sua origem é remontada em sua denominação, pois são conhecidos como Numenorianos Negros e habitam o extremo sul da Terra Média, a região do Porto de Umbar.
Os Dúnedain em seus Reinos do Exílio, mantiveram o papel de seus antepassados Edain na luta contra o Mal, montaram guarda e lutaram, ao sul e ao norte, até a derrocada final do Senhor do Escuro, no fim da Terceira Era.

## Guardiões do Norte
Guardiões do Norte, também conhecidos como os Dúnedain do Norte, foram os descendentes dos Dúnedain do reino perdido de Arnor. Seus homens incessantemente patrulhavam as fronteiras de Eriador e foram, por necessidade, hábeis com a espada, arco e lança.
Os líderes dos Dúnedain:
- Aranarth teria sido rei de Arnor com a morte de seu pai Arvedui em 1975 da Terceira Era. Quando Aranarth ainda era jovem pelos padrões de seu povo, o Rei-bruxo de Angmar destruiu o Reino do Norte, na ultrapassagem de Fornost. A maioria das pessoas, incluindo Aranarth, fugiram para Lindon, mas o Rei Arvedui foi para o norte à Baía de gelo de Forochel. A pedido de Aranarth, Círdan enviou um navio para resgatar Arvedui, mas este navio nunca mais voltou. Mais tarde soube-se que o navio tinha afundado com Arvedui a bordo. Por certo, isso fez Aranarth agora Rei de Arnor, mas desde que o seu reino tinha sido destruído, ele não reivindicou o título. Aranarth cavalgou com o exército de Gondor sob Eärnur e viu a destruição de Angmar. O povo de Aranarth ficou conhecido como os Guardiões do Norte (ou Dúnedain), e ele foi o primeiro de seus Comandantes. Com o tempo, as suas origens eram geralmente esquecidas pelas pessoas comuns de Arnor. Enquanto os Guardiões defenderam Arnor dos restos do mal de Angmar, o mago Gandalf foi para Dol Guldur e expulsou Sauron, o Necromante. Assim começou o período conhecido como a Paz Vigilante, um momento em que os ataques do inimigo eram poucos e distantes entre si. Todos os sucessores de Aranarth foram erguidos em Valfenda (Rivendell, em inglês) por Elrond, enquanto seus pais viviam em estado selvagem; cada um deles recebeu um nome com o prefixo real de Ar(a)-, para significar que por direito ele seria rei de Arnor.[2]
- Arassuil sucedeu seu pai Arahad II, em 2719. Durante seu governo os Orcs das Montanhas Sombrias tornaram-se mais ousados: a ousadia de invadir Eriador. Os Guardiões lutaram muitas batalhas que tentava impedi-los, mas um grupo de Orcs conseguiu chegar ao Condado, onde foi combatido por um grupo de bravos Hobbits sob Bandobras "Bullroarer" Took. Também durante seu governo, muitas vidas foram perdidas no Longo Inverno de 2758; Gandalf e os Guardiões tiveram que ajudar os Hobbits do Condado a sobreviver.[3]
- Aravorn era descendente de Isildur e antepassado de Aragorn. É filho de Aragost e pai de Arahad II. Tornou-se o nono líder dos Dúnedain em 2588 e morreu em 2654 da Terceira Era do Sol.[4]
- Arahad II era descendente de Isildur e antepassado de Aragorn. É filho de Aravorn e pai de Arassuil. Tornou-se o décimo líder dos Dúnedain em 2654 e morreu em 2719 da Terceira Era do Sol.[3]

| Finwë  | Finwë  | Finwë     | Finwë     | Finwë     | Finwë     |           |           | Indis  | Indis  | Indis           | Indis    | Indis    | Indis    |          |          |          |          | Casa de Hador | Casa de Hador | Casa de Hador | Casa de Hador | Casa de Hador | Casa de Hador |                    |                    |                    |                    | Casa de Bëor       | Casa de Bëor       | Casa de Bëor | Casa de Bëor | Casa de Bëor | Casa de Bëor |           |           |                   |                   | Thingol           | Thingol           | Thingol           | Thingol           | Thingol | Thingol |         |         | Melian  | Melian  | Melian  | Melian  | Melian | Melian |
| Finwë  | Finwë  | Finwë     | Finwë     | Finwë     | Finwë     |           |           | Indis  | Indis  | Indis           | Indis    | Indis    | Indis    |          |          |          |          | Casa de Hador | Casa de Hador | Casa de Hador | Casa de Hador | Casa de Hador | Casa de Hador |                    |                    |                    |                    | Casa de Bëor       | Casa de Bëor       | Casa de Bëor | Casa de Bëor | Casa de Bëor | Casa de Bëor |           |           |                   |                   | Thingol           | Thingol           | Thingol           | Thingol           | Thingol | Thingol |         |         | Melian  | Melian  | Melian  | Melian  | Melian | Melian |
|        |        |           |           |           |           |           |           |        |        |                 |          |          |          |          |          |          |          |               |               |               |               |               |               |                    |                    |                    |                    |                    |                    |              |              |              |              |           |           |                   |                   |                   |                   |                   |                   |         |         |         |         |         |         |         |         |        |        |
|        |        | Fingolfin | Fingolfin | Fingolfin | Fingolfin | Fingolfin | Fingolfin |        |        | Anairë          | Anairë   | Anairë   | Anairë   | Anairë   | Anairë   |          |          | Galdor        | Galdor        | Galdor        | Galdor        | Galdor        | Galdor        |                    |                    |                    |                    | Barahir            | Barahir            | Barahir      | Barahir      | Barahir      | Barahir      |           |           |                   |                   |                   |                   |                   |                   |         |         |         |         |         |         |         |         |        |        |
|        |        | Fingolfin | Fingolfin | Fingolfin | Fingolfin | Fingolfin | Fingolfin |        |        | Anairë          | Anairë   | Anairë   | Anairë   | Anairë   | Anairë   |          |          | Galdor        | Galdor        | Galdor        | Galdor        | Galdor        | Galdor        |                    |                    |                    |                    | Barahir            | Barahir            | Barahir      | Barahir      | Barahir      | Barahir      |           |           |                   |                   |                   |                   |                   |                   |         |         |         |         |         |         |         |         |        |        |
|        |        |           |           |           |           |           |           |        |        |                 |          |          |          |          |          |          |          |               |               |               |               |               |               |                    |                    |                    |                    |                    |                    |              |              |              |              |           |           |                   |                   |                   |                   |                   |                   |         |         |         |         |         |         |         |         |        |        |
| Elenwë | Elenwë | Elenwë    | Elenwë    | Elenwë    | Elenwë    |           |           | Turgon | Turgon | Turgon          | Turgon   | Turgon   | Turgon   |          |          |          |          | Huor          | Huor          | Huor          | Huor          | Huor          | Huor          |                    |                    |                    |                    | Beren              | Beren              | Beren        | Beren        | Beren        | Beren        |           |           |                   |                   |                   |                   |                   |                   |         |         | Lúthien | Lúthien | Lúthien | Lúthien | Lúthien | Lúthien |        |        |
| Elenwë | Elenwë | Elenwë    | Elenwë    | Elenwë    | Elenwë    |           |           | Turgon | Turgon | Turgon          | Turgon   | Turgon   | Turgon   |          |          |          |          | Huor          | Huor          | Huor          | Huor          | Huor          | Huor          |                    |                    |                    |                    | Beren              | Beren              | Beren        | Beren        | Beren        | Beren        |           |           |                   |                   |                   |                   |                   |                   |         |         | Lúthien | Lúthien | Lúthien | Lúthien | Lúthien | Lúthien |        |        |
|        |        |           |           |           |           |           |           |        |        |                 |          |          |          |          |          |          |          |               |               |               |               |               |               |                    |                    |                    |                    |                    |                    |              |              |              |              |           |           |                   |                   |                   |                   |                   |                   |         |         |         |         |         |         |         |         |        |        |
|        |        |           |           | Idril     | Idril     | Idril     | Idril     | Idril  | Idril  |                 |          |          |          |          |          | Tuor     | Tuor     | Tuor          | Tuor          | Tuor          | Tuor          |               |               |                    |                    | Nimloth            | Nimloth            | Nimloth            | Nimloth            | Nimloth      | Nimloth      |              |              |           |           |                   |                   | Dior              | Dior              | Dior              | Dior              | Dior    | Dior    |         |         |         |         |         |         |        |        |
|        |        |           |           | Idril     | Idril     | Idril     | Idril     | Idril  | Idril  |                 |          |          |          |          |          | Tuor     | Tuor     | Tuor          | Tuor          | Tuor          | Tuor          |               |               |                    |                    | Nimloth            | Nimloth            | Nimloth            | Nimloth            | Nimloth      | Nimloth      |              |              |           |           |                   |                   | Dior              | Dior              | Dior              | Dior              | Dior    | Dior    |         |         |         |         |         |         |        |        |
|        |        |           |           |           |           |           |           |        |        |                 |          |          |          |          |          |          |          |               |               |               |               |               |               |                    |                    |                    |                    |                    |                    |              |              |              |              |           |           |                   |                   |                   |                   |                   |                   |         |         |         |         |         |         |         |         |        |        |
|        |        |           |           |           |           |           |           |        |        |                 |          |          |          |          |          |          |          |               |               |               |               |               |               |                    |                    |                    |                    |                    |                    |              |              |              |              |           |           |                   |                   |                   |                   |                   |                   |         |         |         |         |         |         |         |         |        |        |
|        |        |           |           |           |           |           |           |        |        | Eärendil        | Eärendil | Eärendil | Eärendil | Eärendil | Eärendil |          |          |               |               |               |               | Elwing        | Elwing        | Elwing             | Elwing             | Elwing             | Elwing             |                    |                    |              |              |              |              |           |           | Eluréd e Elurín   | Eluréd e Elurín   | Eluréd e Elurín   | Eluréd e Elurín   | Eluréd e Elurín   | Eluréd e Elurín   |         |         |         |         |         |         |         |         |        |        |
|        |        |           |           |           |           |           |           |        |        | Eärendil        | Eärendil | Eärendil | Eärendil | Eärendil | Eärendil |          |          |               |               |               |               | Elwing        | Elwing        | Elwing             | Elwing             | Elwing             | Elwing             |                    |                    |              |              |              |              |           |           | Eluréd e Elurín   | Eluréd e Elurín   | Eluréd e Elurín   | Eluréd e Elurín   | Eluréd e Elurín   | Eluréd e Elurín   |         |         |         |         |         |         |         |         |        |        |
|        |        |           |           |           |           |           |           |        |        |                 |          |          |          |          |          |          |          |               |               |               |               |               |               |                    |                    |                    |                    |                    |                    |              |              |              |              |           |           |                   |                   |                   |                   |                   |                   |         |         |         |         |         |         |         |         |        |        |
|        |        |           |           |           |           |           |           |        |        |                 |          |          |          |          |          |          |          |               |               |               |               |               |               |                    |                    |                    |                    | Galadriel          | Galadriel          | Galadriel    | Galadriel    | Galadriel    | Galadriel    |           |           | Celeborn          | Celeborn          | Celeborn          | Celeborn          | Celeborn          | Celeborn          |         |         |         |         |         |         |         |         |        |        |
|        |        |           |           |           |           |           |           |        |        |                 |          |          |          |          |          |          |          |               |               |               |               |               |               |                    |                    |                    |                    | Galadriel          | Galadriel          | Galadriel    | Galadriel    | Galadriel    | Galadriel    |           |           | Celeborn          | Celeborn          | Celeborn          | Celeborn          | Celeborn          | Celeborn          |         |         |         |         |         |         |         |         |        |        |
|        |        |           |           |           |           |           |           |        |        |                 |          |          |          |          |          |          |          |               |               |               |               |               |               |                    |                    |                    |                    |                    |                    |              |              |              |              |           |           |                   |                   |                   |                   |                   |                   |         |         |         |         |         |         |         |         |        |        |
|        |        |           |           |           |           |           |           |        |        |                 |          |          |          |          |          |          |          |               |               |               |               |               |               |                    |                    |                    |                    |                    |                    |              |              |              |              |           |           |                   |                   |                   |                   |                   |                   |         |         |         |         |         |         |         |         |        |        |
|        |        |           |           |           |           |           |           |        |        | Elros           | Elros    | Elros    | Elros    | Elros    | Elros    |          |          |               |               |               |               | Elrond        | Elrond        | Elrond             | Elrond             | Elrond             | Elrond             |                    |                    |              |              |              |              | Celebrían | Celebrían | Celebrían         | Celebrían         | Celebrían         | Celebrían         |                   |                   |         |         |         |         |         |         |         |         |        |        |
|        |        |           |           |           |           |           |           |        |        | Elros           | Elros    | Elros    | Elros    | Elros    | Elros    |          |          |               |               |               |               | Elrond        | Elrond        | Elrond             | Elrond             | Elrond             | Elrond             |                    |                    |              |              |              |              | Celebrían | Celebrían | Celebrían         | Celebrían         | Celebrían         | Celebrían         |                   |                   |         |         |         |         |         |         |         |         |        |        |
|        |        |           |           |           |           |           |           |        |        |                 |          |          |          |          |          |          |          |               |               |               |               |               |               |                    |                    |                    |                    |                    |                    |              |              |              |              |           |           |                   |                   |                   |                   |                   |                   |         |         |         |         |         |         |         |         |        |        |
|        |        |           |           |           |           |           |           |        |        | Reis de Númenor |          |          |          |          |          |          |          |               |               |               |               |               |               |                    |                    |                    |                    |                    |                    |              |              |              |              |           |           |                   |                   |                   |                   |                   |                   |         |         |         |         |         |         |         |         |        |        |
|        |        |           |           |           |           |           |           |        |        |                 |          |          |          |          |          |          |          |               |               |               |               |               |               |                    |                    |                    |                    |                    |                    |              |              |              |              |           |           |                   |                   |                   |                   |                   |                   |         |         |         |         |         |         |         |         |        |        |
|        |        |           |           |           |           |           |           |        |        | Reis de Arnor   |          |          |          |          |          |          |          |               |               |               |               |               |               |                    |                    |                    |                    |                    |                    |              |              |              |              |           |           |                   |                   |                   |                   |                   |                   |         |         |         |         |         |         |         |         |        |        |
|        |        |           |           |           |           |           |           |        |        |                 |          |          |          |          |          |          |          |               |               |               |               |               |               |                    |                    |                    |                    |                    |                    |              |              |              |              |           |           |                   |                   |                   |                   |                   |                   |         |         |         |         |         |         |         |         |        |        |
|        |        |           |           |           |           |           |           |        |        |                 |          |          |          |          |          |          |          |               |               |               |               |               |               |                    |                    |                    |                    |                    |                    |              |              |              |              |           |           |                   |                   |                   |                   |                   |                   |         |         |         |         |         |         |         |         |        |        |
|        |        |           |           |           |           |           |           |        |        | Aragorn         | Aragorn  | Aragorn  | Aragorn  | Aragorn  | Aragorn  |          |          |               |               |               |               |               |               |                    |                    | Arwen              | Arwen              | Arwen              | Arwen              | Arwen        | Arwen        |              |              |           |           | Elladan e Elrohir | Elladan e Elrohir | Elladan e Elrohir | Elladan e Elrohir | Elladan e Elrohir | Elladan e Elrohir |         |         |         |         |         |         |         |         |        |        |
|        |        |           |           |           |           |           |           |        |        | Aragorn         | Aragorn  | Aragorn  | Aragorn  | Aragorn  | Aragorn  |          |          |               |               |               |               |               |               |                    |                    | Arwen              | Arwen              | Arwen              | Arwen              | Arwen        | Arwen        |              |              |           |           | Elladan e Elrohir | Elladan e Elrohir | Elladan e Elrohir | Elladan e Elrohir | Elladan e Elrohir | Elladan e Elrohir |         |         |         |         |         |         |         |         |        |        |
|        |        |           |           |           |           |           |           |        |        |                 |          |          |          |          |          |          |          |               |               |               |               |               |               |                    |                    |                    |                    |                    |                    |              |              |              |              |           |           |                   |                   |                   |                   |                   |                   |         |         |         |         |         |         |         |         |        |        |
|        |        |           |           |           |           |           |           |        |        |                 |          |          |          |          |          |          |          |               |               |               |               |               |               |                    |                    |                    |                    |                    |                    |              |              |              |              |           |           |                   |                   |                   |                   |                   |                   |         |         |         |         |         |         |         |         |        |        |
|        |        |           |           |           |           |           |           |        |        |                 |          | Eldarion | Eldarion | Eldarion | Eldarion | Eldarion | Eldarion |               |               |               |               |               |               | No mínimo 3 filhas | No mínimo 3 filhas | No mínimo 3 filhas | No mínimo 3 filhas | No mínimo 3 filhas | No mínimo 3 filhas |              |              |              |              |           |           |                   |                   |                   |                   |                   |                   |         |         |         |         |         |         |         |         |        |        |